# درة تشبي (مقاطعة تشرداول)
درة تشبي (بالفارسية: دره چپی) هي قرية تقع في قسم بيجنوند الريفي (مقاطعة تشرداول) في إيران. يقدر عدد سكانها بـ 165 نسمة .